# Canoas de Arriba
Canoas de Arriba är en ort i Mexiko.   Den ligger i kommunen Colotlán och delstaten Jalisco, i den centrala delen av landet, 500 km nordväst om huvudstaden Mexico City. Canoas de Arriba ligger 1 691 meter över havet och antalet invånare är 240.
Terrängen runt Canoas de Arriba är varierad. Canoas de Arriba ligger nere i en dal. Runt Canoas de Arriba är det glesbefolkat, med 15 invånare per kvadratkilometer. Närmaste större samhälle är Colotlán, 2,5 km sydväst om Canoas de Arriba. I omgivningarna runt Canoas de Arriba växer huvudsakligen savannskog.